# 南旱河
39°57′39″N 116°14′48″E / 39.9607771°N 116.2465685°E
南旱河是北京市的一条季节性河流，注入永定河引水渠。
位于海淀区西南。从香山路至万安公墓，向南经小屯新桥，穿越西郊机场路至南平庄，转向东南，在槐树居电站下游汇入永定河引水渠。全长7公里，上口宽约30米，流域面积29公里。该河属于季节性河流，河道处永定河故道，河床沙性较强，透水性大，利于向城区补充地下水。清朝乾隆年间曾疏挖北旱河及南旱河，使它们能担负起排泄西山洪水的作用（在地图上看，南旱河走向大体与西山平行，故能较好的拦截汛期洪水），并使其注入玉渊潭，增大了湖水面积。
1961年在槐树居电站上游修有永丰灌渠。